# レオ・ルワブウォゴ
レオ・ルワブウォゴ（Leo Rwabwogo、1949年6月3日 - 2009年1月14日）は、ウガンダのトロロ県トロロ出身のボクサー。2008年においてウガンダで唯一複数枚オリンピックでメダルを獲得した選手である。
1968年メキシコシティーオリンピックのフライ級に出場し、準決勝でポーランドのアルトゥール・オレフに敗れて銅メダルを獲得した。この大会では彼はウガンダに初となるオリンピックのメダルをもたらしており、彼のメダル獲得の翌日にもバンタム級に出場したエリダディ・ムクワンガが銀メダルを獲得している。1972年ミュンヘンオリンピックにも出場し決勝まで進出したが、ブルガリアのジョルジ・コスタディノフに敗れ銀メダルだった。
1970年のコモンウェルスゲームズでは銀メダルを獲得するなどルワブウォゴはこのようにウガンダにおいてボクシングで大成したにもかかわらず、その後の晩年は貧困に苦しめられたという。2009年1月14日カバロレ県のルゴンゴにて58歳で死去した。